# Talygen
Talygen é um programa de gestão de negócios baseado na nuvem. No início de 2014, PC Magazine o colocou em sétimo na sua lista dos Top Ten Tools for Small Biz at CES 2014.
O programa automatiza muitos processos de negócios, tais como controle de tempo, relações com clientes e recursos humanos.